# Fernando Martín Carreras
Fernando Martín Carreras (Valencia (Comunidad Valenciana), España, 27 de agosto de 1981) es un futbolista español. Juega de Defensa y su club actual es el Ontinyent Club de Futbol.

## Trayectoria
Comienza su carrera deportiva en categoría nacional en la temporada 2005/2006, formando parte de la plantilla del Benidorm Club de Fútbol, de la Segunda División B. Dicha temporada realiza una buena campaña a nivel colectivo, finalizando en 7ª posición en el grupo III. A nivel personal disputa un total de 28 partidos.
La temporada 2006/2007, continúa en el conjunto del Benidorm Club de Fútbol, también en el grupo III de la Segunda División B. Dicha temporada concluye con un 9º puesto a nivel colectivo. A nivel personal disputa un total de 28 partidos, anotando dos goles.
La campaña 2007/2008, ficha por la Cultural y Deportiva Leonesa, para competir en el grupo II de la Segunda División B. A nivel colectivo finaliza la campaña en un decepcionante 11º lugar. A nivel personal, Fernando Martín es uno de los líderes de la zaga de la Cultu, disputando un total de 28 partidos, anotando 1 gol.
La temporada 2008/2009, ficha por el Club Deportivo Alcoyano, para competir en el grupo III de la Segunda División B. Con el conjunto de Alcoy, queda campeón de grupo a las órdenes del entrenador José Bordalás, sin embargo en la eliminatoria por el ascenso directo a la Segunda División, caen derrotados frente al Fútbol Club Cartagena por un global de 4-3. Fernando Martín comete un error clave que posibilita el gol del triunfo cartagenero. En las posteriores eliminatorias de repesca, caen eliminados frente a la Agrupación Deportiva Alcorcón. Fernando Martín finaliza la campaña con un total de 30 partidos jugados y 1 gol anotado. Su buena campaña se ve tristemente empañada por ese fallo comentado anteriormente.
La siguiente campaña, la 2009/2010, y a pesar de rumores sobre su fichaje por conjuntos de superior categoría, continúa en el Club Deportivo Alcoyano y compite de nuevo en el grupo III de la Segunda División B. El conjunto de Alcoy se vuelve a meter en las eliminatorias por el ascenso a Segunda División, pero esta vez como cuarto clasificado. El equipo cae en la primera eliminatoria por el ascenso frente a la Sociedad Deportiva Eibar, que a la postre no ascendería tampoco. A nivel personal finaliza la campaña con un total de 35 partidos disputados y 3 goles marcados.
La temporada 2010/2011, sigue formando parte del Club Deportivo Alcoyano, en el grupo III de la Segunda División B. Esta vez alcanzan el 3º lugar de la clasificación en liga regular, por lo que disputarían las eliminatorias por el ascenso. Tras tres temporadas buscándolo sin suerte, ascienden a Segunda División tras eliminar a Real Madrid Castilla, Sociedad Deportiva Eibar y Club Deportivo Lugo en la eliminatoria final. A nivel personal, Fernando Martín finaliza la campaña con 37 partidos disputados y 6 goles anotados, convirtiéndose en el capitán del equipo y en uno de los jugadores más queridos de la afición del Alcoyano.
La campaña 2011/2012, ya en Segunda División, compiten de forma aceptable en el primer tramo de la temporada, coqueteando con los puestos de descenso. Al final de temporada, tras una racha muy negativa de resultados, descienden a Segunda División B en el puesto 21º. Fernando Martín finaliza la campaña con 24 partidos disputados.
Para la campaña 2012/2013, firma por el Fútbol Club Cartagena, también descendido desde Segunda División, y cuyo objetivo será el retorno a la categoría de plata. Poco después del término de la primera vuelta, sufrió una lesión en la rodilla izquierda por la que tuvo que pasar por quirófano. Su equipo, subcampeón de liga, disputó las eliminatorias de ascenso a la Segunda División. Actualmente lleva disputados 14 partidos (13 de Liga y 1 de Copa).

## Clubes
| Clubes                       | País   | Año         |
| ---------------------------- | ------ | ----------- |
| Club Deportivo Benidorm      | España | 2005-2007   |
| Cultural y Deportiva Leonesa | España | 2007-2008   |
| Club Deportivo Alcoyano      | España | 2008-2012   |
| Fútbol Club Cartagena        | España | 2012-2013   |
| Ontinyent Club de Futbol     | España | 2013-actual |